# Diego Marín Molina
Diego Marín Molina (Ciudad Real, 1914 - Toronto, 19 de agosto de 1997) fue un filólogo y crítico literario español exiliado en Canadá tras la guerra civil española.

## Biografía
Su familia era de Calzada de Calatrava, pero realizó sus estudios secundarios en el colegio salesiano de Ciudad Real. Habiendo destacado en los mismos, los salesianos propusieron a su familia que el muchacho estudiase Derecho en Madrid y se graduó en esta disciplina en 1936. Ya en 1935 trabajaba como oficial administrativo para el gobierno provincial de Madrid y durante sus años de estudios había trabado amistad con Federico García Lorca, Salvador Dalí y Luis Buñuel y había participado en las actividades de las Misiones Pedagógicas y en el proyecto paralelo de La Barraca, grupo teatral dirigido por el poeta andaluz Federico García Lorca. 
En plena Guerra Civil, durante el año 1937, ingresó en la Escuela Militar de Lorca (Murcia), graduándose con el mayor nivel de su clase. Ascendió al rango de Teniente y consiguió el mando de una unidad de artillería en el ejército republicano. En 1938 y 1939 fue nombrado Consejero legal de los cuarteles generales de la 1.ª división y ocasionalmente atendía reuniones de los miembros del "Mac Paps" o Batallón Mackenzie-Papineau, grupo canadiense de las Brigadas Internacionales que luchó contra las fuerzas del general Franco. 
Al concluir la guerra marchó con el exilio republicano en Francia, y allí fue detenido y enviado al campo de concentración de Saint Cyprien. De Francia viajó a Inglaterra como exiliado político. En Londres desempeñó tareas administrativas para el Comité de Auxilio Español, dio charlas en la BBC y estudió en la Universidad de Birmingham, licenciándose en Artes por la Universidad de Londres en 1943. Diplomado además en literatura Inglesa e Historia en la de Birminghan, enseñó lengua española e impartió cursos de literatura en esa misma universidad entre los años 1941 y 1948, así como cursos de verano en la Universidad de Liverpool. Además escribió artículos para el Ministerio de Información, destinado por la Latin-American Press. En Inglaterra conoció a su primera esposa, Molie, de Londres, con la que tuvo una hija llamada Francisca. En 1948 un amigo le consiguió empleo con el cónsul canadiense en Caracas (Venezuela), país este donde residió durante dos años enseñando español en el Instituto Venezolano-Británico. Entonces recibió una oferta de la Universidad de Western Ontario donde permaneció dos años antes de unirse a la Universidad de Toronto, donde acabó su carrera.
En Toronto obtuvo un máster en 1953 y en 1956 se doctoró en Filosofía. Durante 16 años organizó el programa extranjero en España, evaluó los departamentos españoles en las universidades de Western Ontario (1974), Ottawa (1975) y Columbia Británica (1976), sirvió como presidente del «Canadá Council Committé e for Doctoral Fellowship Awards» (Ottawa) y fue coeditor del Bulletin of Comediantes (USA 1967-1972). Organizó y fue presidente del Simposio Internacional Bécquer (Universidad de Toronto, 1970) y encabezó el primer debate de literatura española en Canadá (1980) que concluyó con la publicación trilingüe de la antología Literatura Hispano – Canadiense: poesía, cuento y teatro, una selección literaria de autores hispánicos residentes en Canadá. Colaboró con el Consejo de Investigación de Humanidades de Canadá (1957) y con el Comité de investigación de Humanidades y Ciencias Sociales de la Universidad de Toronto en 1957, 1962, 1973, 1977 y 1978.  Fue Presidente de Southern Ontario Chapter de la Asociación americana de profesores de español y portugués (1957, 1958) y Vicepresidente de la Asociación Canadiense de Hispanistas (1974). Miembro de la Hispanic Society, lo fue también honorario de la Asociación Nacional Hispánica (1974). Dio numerosas conferencias en literatura española en universidades en Inglaterra, en Estados Unidos y Canadá y participó en Congresos Hispánicos en España y otros países. Fue miembro fundador del Club Hispano, Presidente fundador de la «Alianza Cultural Hispano Canadiense» de Toronto en 1978, de la cual fue también presidente muchos años, organizando conferencias, debates y programas teatrales y musicales que enriquecieron la vida cultural de Toronto. Además fue miembro fundador del Congreso Hispánico-Canadiense, organización representativa de la comunidad Hispánica en Canadá. Publicó 12 libros y numerosos artículos de su especialidad. En 1959, se casó con una canadiense llamada Frances Richardson, profesora de lenguas modernas; su hijo Richard (Rick Marin) es periodista y crítico de televisión para el Washington Times, su hija Francisca enseña español en un Instituto en Londres, Inglaterra.

## Obra
Diversas ediciones críticas sobre: Mariano José de Larra (1948), un libro sobre España (La vida española, edición revisada Nueva York, 1955), una historia de La civilización española (Nueva York, 1955) y dos contribuciones a la historia literaria: Poesía española. Estudios y textos (siglo XV-XX), México, 1958.
Tradujo al inglés las Meditaciones del Quijote de José Ortega y Gasset, con un prólogo de Julián Marías: Meditations on Quixote with introduction and notes by Julián Marías; translated from the Spanish by Evelyn Rugg and Diego Marín New York: The Norton Library, 1963. 
Junto a Evelyn Rugg publicó un estudio y edición de El galán de la Membrilla (Madrid, 1962) de Lope de Vega, que además logró ver estrenada en Toronto por la comunidad hispánica allí residente y otro de La dama boba, del mismo autor, (Madrid: Cátedra, 1976).
También escribió dos libros sobre Lope: La intriga secundaria en el teatro de Lope de Vega (Toronto-México, 1958) y Uso y función de la versificación dramática en Lope de Vega, Valencia: Castalia, 1962, reimpreso en 1968.
Con Ángel del Río publicó Breve historia de la literatura española. New York: Holt, Reinhart and Winston, 1966.
Realizó una antología de Poesía paisajística española: 1940-1970: estudio y antología London: Tamesis Books, 1977.
También compiló textos para una Literatura española. Época moderna. Tomo II. Selección: G. A. Bécquer, J. Valera, B. Pérez Galdós, Clarín, Unamuno, Baroja, Valle Inclán, J. Benavente, A. Machado, J. R. Jiménez, Pérez de Ayala, Ortega y Gasset. Nueva York: Holt, Riinehart & Winston, 1968.
Realizó además otra antología bilingüe: Literatura hispano-canadiense: cuentos, poesía, teatro / Hispano-Canadian literature (1984).